# سامیه آدم
سامیه آدم (انگلیسی: Samia Adam؛ زادهٔ ۱۹ آوریل ۱۹۹۶) بازیکن فوتبال اهل مصر است که در حال حاضر برای باشگاه فوتبال زنان دورنبرن در پست هافبک بازی می‌کند.
از باشگاه‌هایی که سامیه آدم سابقه بازی در آن‌ها دارد می‌توان به باشگاه فوتبال زنان ناپولی اشاره کرد.
وی همچنین در تیم ملی فوتبال زنان مصر بازی کرده است.

## اوایل زندگی
آدم در پالو آلتو، کالیفرنیا متولد شد و در سانتا کلارا، کالیفرنیا بزرگ شد.

## دوران دبیرستان و دانشگاه
آدم در دبیرستان سانتا کلارا در زادگاهش تحصیل کرد و سپس به دانشگاه پسیفیک در استاکتون، کالیفرنیا رفت. او در دوران دانشگاهی خود در تیم فوتبال این دانشگاه بازی کرد و توانست مهارت‌های فنی خود را در سطح دانشگاهی تقویت کند. در این مقطع، او توانست توجه مربیان ملی مصر را نیز به خود جلب کند. همچنین، تجربه حضور در رقابت‌های ورزشی سطح بالای دانشگاهی در ایالات متحده به رشد ذهنی و آمادگی جسمانی او کمک شایانی کرد و پایه‌های موفقیت حرفه‌ای‌اش را بنا نهاد.

## دوران باشگاهی
آدم پس از دوران دانشگاه به مصر رفت و برای تیم‌های الجونه و کفر سعد بازی کرد. او بعدها به تیم گالاتاسرای پیوست و تبدیل به نخستین زن مصری شد که به‌طور حرفه‌ای در سوپر لیگ فوتبال زنان ترکیه بازی کرد. در گالاتاسرای، آدم به عنوان کاپیتان نیز فعالیت داشت و نقش رهبری تیم را در زمین بر عهده گرفت. او در فصل ۲۲–۲۰۲۱ لیگ زنان ترکیه، با به ثمر رساندن شش گل در ۹ مسابقه، بهترین گلزن تیمش شد.
پس از پایان قراردادش با گالاتاسرای، در سپتامبر ۲۰۲۲ به باشگاه سری بی زنان ایتالیا یعنی باشگاه فوتبال زنان ناپولی پیوست و نخستین بازیکن مصری شد که در فوتبال زنان ایتالیا بازی می‌کند. در فصل ۲۳–۲۰۲۲، او در ترکیب ناپولی حضور داشت و با این تیم به موفقیت دست یافت؛ ناپولی در پایان فصل به سری آ صعود کرد. او در این فصل، ضمن ایفای نقش در خط میانی و حمله، چندین بار در ترکیب اصلی قرار گرفت و عملکردی تأثیرگذار از خود نشان داد.
در سال ۲۰۲۳، آدم به تیم باشگاه فوتبال زنان دورنبرن در بوندس‌لیگای زنان اتریش پیوست. انتقال او به فوتبال اتریش، گام جدیدی در مسیر حرفه‌ای او بود و نشان‌دهنده افزایش اعتبار او در سطح بین‌المللی است. همچنین پیوستن او به دورنبرن به تقویت تجربه بین‌المللی‌اش و گسترش دامنه بازی در لیگ‌های اروپایی کمک کرد.

## دوران ملی
آدم در سطح بزرگسالان برای تیم ملی فوتبال زنان مصر بازی کرده و در جام ملت‌های آفریقا زنان ۲۰۱۶ حضور داشت. او در جام زنان عرب ۲۰۲۱ نیز به میدان رفت. در سال ۲۰۲۲، او در دو دیدار دوستانه مقابل اردن بازی کرد و نمایش خوبی از خود ارائه داد. در سال ۲۰۲۳، آدم برای حضور در مرحله مقدماتی مقدماتی جام ملت‌های آفریقا زنان ۲۰۲۴ فراخوانده شد. این مرحله شامل دو دیدار رفت و برگشت مقابل سودان جنوبی بود. در هر دو بازی، آدم گل اول تیم ملی مصر را به ثمر رساند و سهم مهمی در پیروزی پرگل ۸–۰ تیمش داشت. عملکرد درخشان او در این مسابقات، جایگاهش را در تیم ملی مستحکم‌تر کرد و او را به یکی از مهره‌های کلیدی تیم تبدیل نمود.